# Hatto Brenner

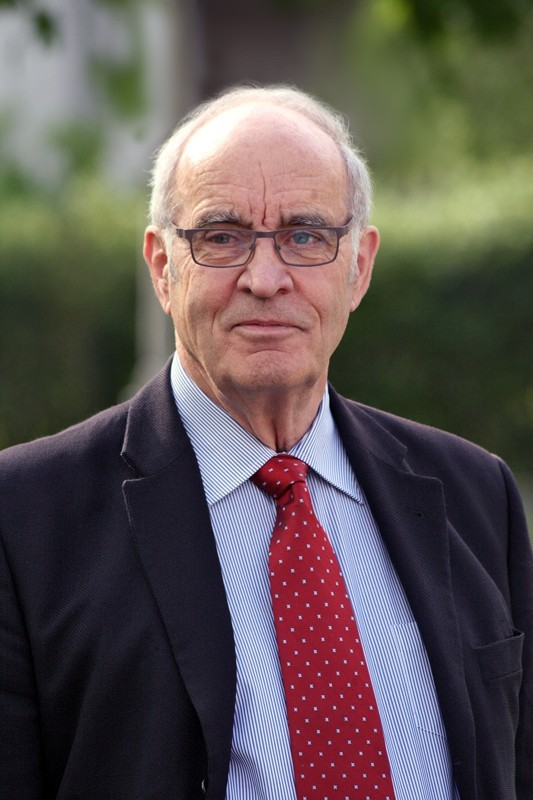
Hatto Brenner im Jahr 2014

Hatto Brenner (* 4. Mai 1940) ist ein deutscher Autor und Herausgeber verschiedener Fachbücher und Fachbeiträge zum Themenbereich „Exportmarketing“ und „Internationales Business Development“.
Sein Unternehmen Hatto Brenner & Co. GmbH ist ein international tätiges Beratungsunternehmen für Außenwirtschaft mit Sitz in Erlangen. Er ist Präsident der Union Deutscher Unternehmensberater (UDU) sowie der Europäischen Union Mittelständischer Unternehmen (EUMU).
Ab 1978 war er für zwei Jahre selbstständiger Berater und geschäftsführender Gesellschafter der AWI International Consultants. 1980 übernahm er die Position des geschäftsführenden Gesellschafters der AWI International Business Services. 

## Weitere Tätigkeiten
- Dozent an der Georg-Simon-Ohm Fachhochschule Nürnberg, Fachbereiche Internationales Marketing
- Mitbegründer der deutsch-japanischen Gesellschaft für Nordbayern
- Mitbegründer der Deutsch-amerikanischen Gesellschaft in Westmittelfranken
- Vorstandsmitglied im OstWestWirtschaftsclub Bayern e.V. (OWWC)

## Fachpublikationen (Auswahl)
Auswahl von Fachbeiträgen:
- Gewinnbringende Unternehmensführung: praxiserprobte Anleitungen für mittelständ. Unternehmer, Rehm Verlag, München/Münster 1986, ISBN 978-3-80730-616-2
- Erfolgreich Exportieren: Auslandsgeschäfte in der Praxis vorbereiten, abschließen, abwickeln, Fachverlag Deutscher Wirtschaftsdienst in Wolters Kluwer Deutschland, Neuwied 2009, 3. Auflage, ISBN 978-3-87156-623-3
- Praxishandbuch für Exportmanager: Führen, Verhandeln, Verkaufen, s. o., 2003, Loseblattwerk, ISBN 978-3-87156-580-9
- Business-Guide China: Absatz, Einkauf, Kooperation, s. o., 2004, 2., akt. und erw. Auflage, ISBN 978-3-87156-595-3
- Business-Guide Russland: Chancen – Spielregeln – Fallstricke, s. o., 2003, ISBN 978-3-87156-546-5
- Business-Guide Naher und Mittlerer Osten, s. o. 2003, ISBN 978-3-87156-560-1
- Export-Guide Mittel- und Osteuropa: erfolgreiche Geschäfte in Wachstumsmärkten, s. o., 2001, ISBN 978-3-87156-290-7
- Vertragsgestaltung für Exporteure, s. o., 2003, ISBN 978-3-87156-544-1
- Auslandsgeschäfte erfolgreich finanzieren: maßgeschneiderte Lösungen für Export und Import, s. o., 2003, ISBN 978-3-87156-545-8
- Exportieren leicht gemacht: 44 Checklisten weisen den Weg, s. o., 2003, ISBN 978-3-87156-543-4
- Erfolgreiche Geschäfte in Europa: Verkaufen – Einkaufen – Kooperieren – Niederlassen im Europäischen Binnenmarkt, s. o., 2002, ISBN 978-3-87156-385-0
- Export für Einsteiger, s. o., 2003, ISBN 978-3-87156-559-5